# St. Bonifatius (Gorsleben)

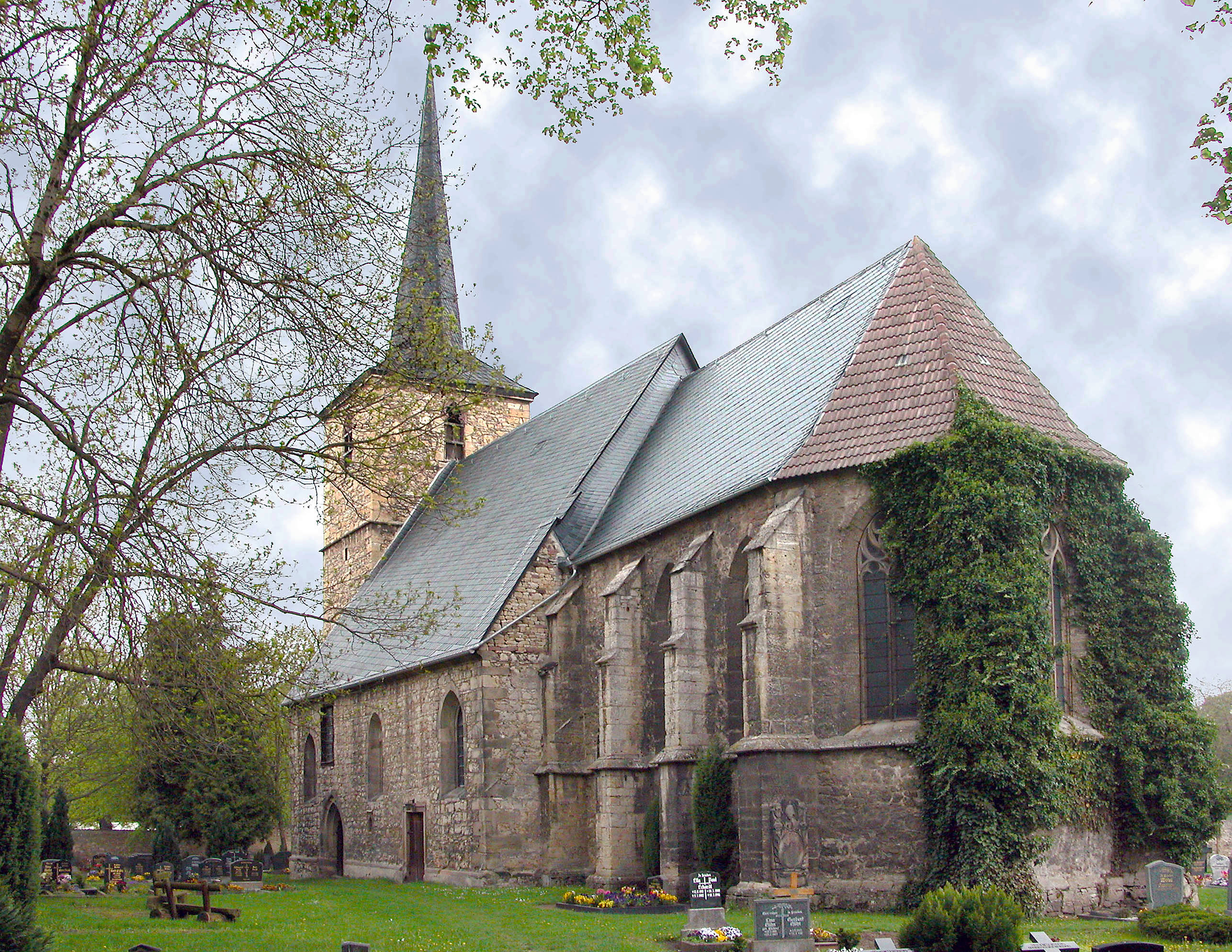
St. Bonifatius (Gorsleben)

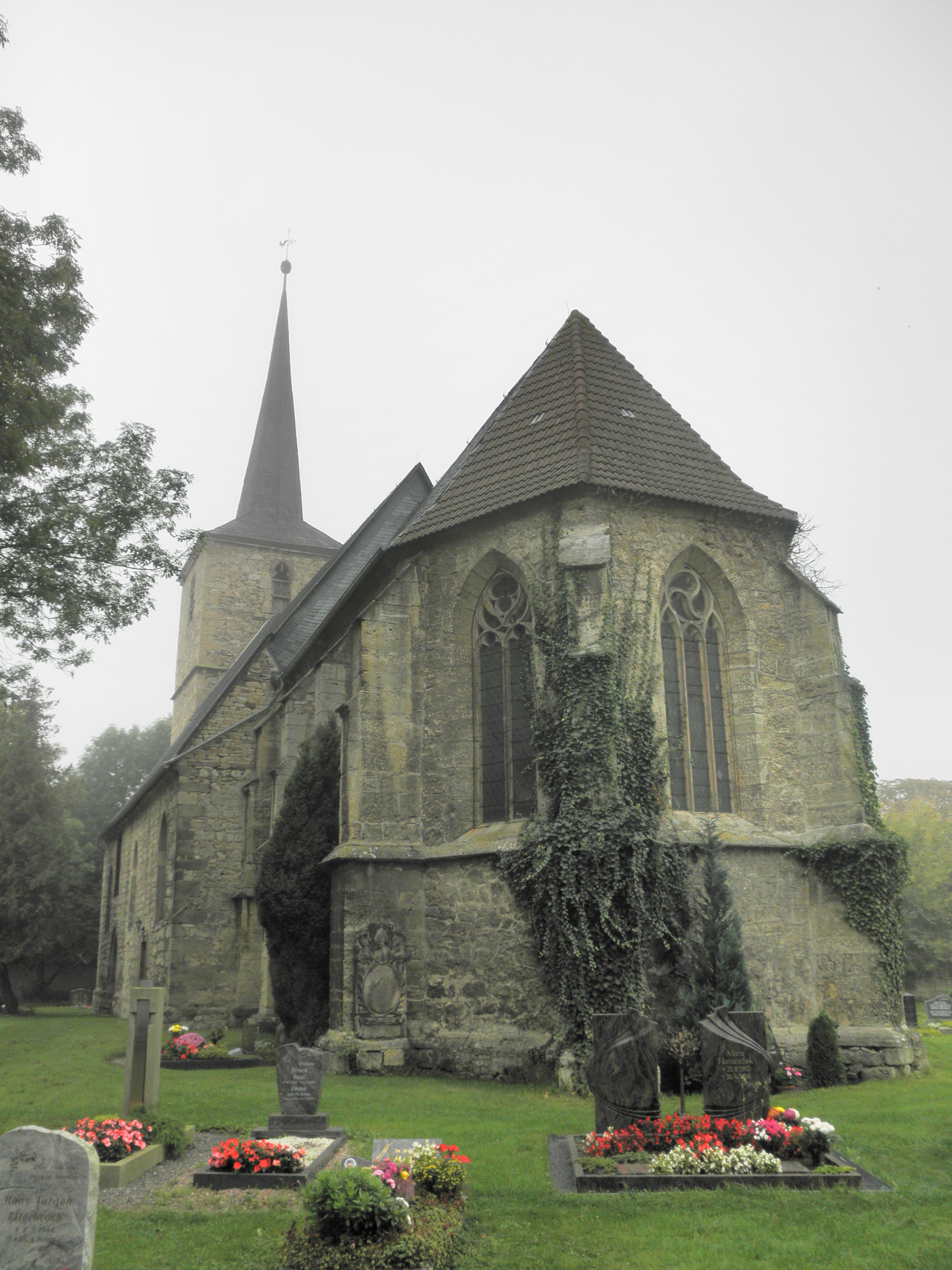
Choransicht

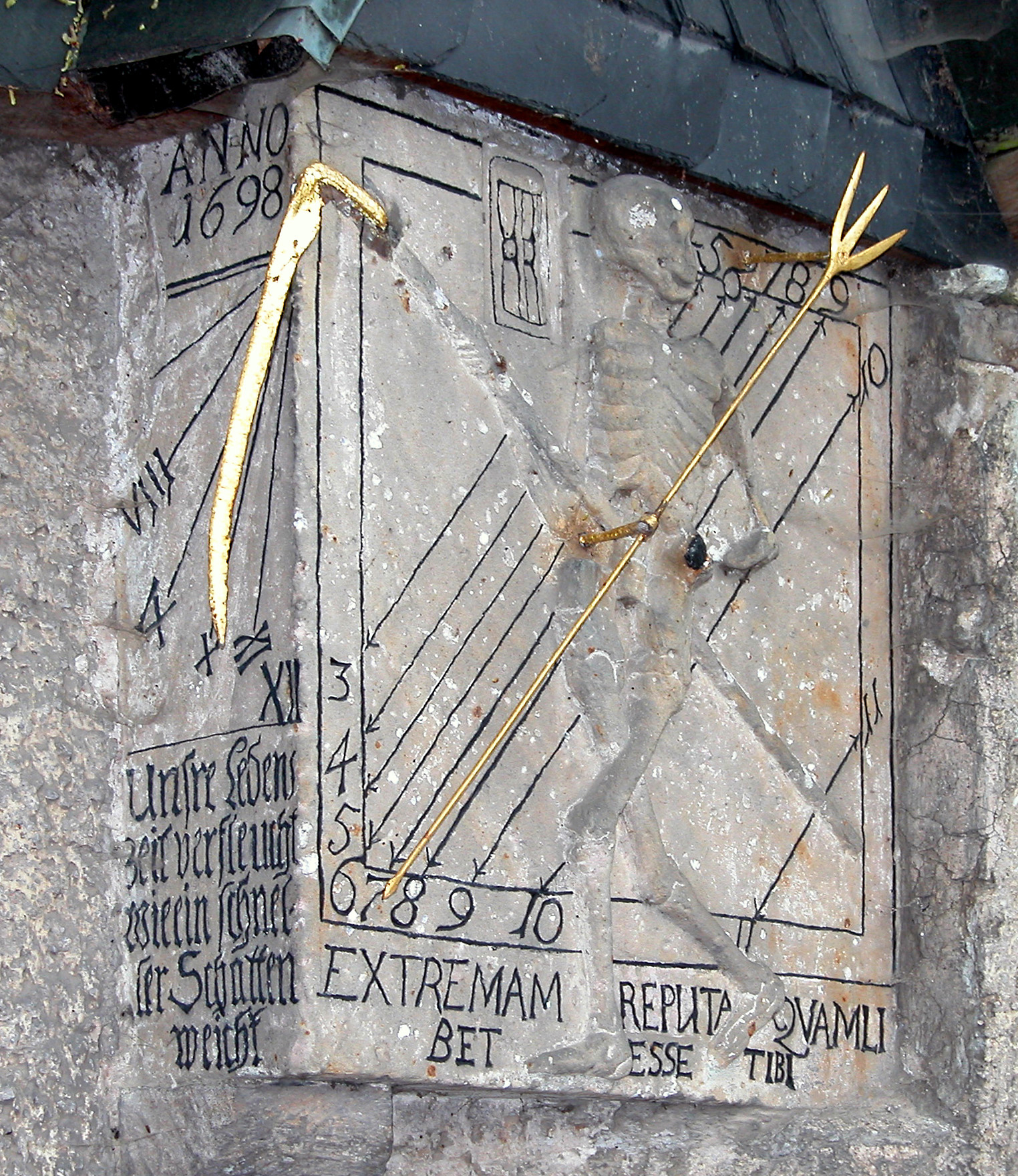
Sonnenuhr Tod von Gorsleben

Die evangelische Dorfkirche St. Bonifatius ist die gotische Saalkirche im Ortsteil Gorsleben der Gemeinde An der Schmücke im thüringischen Kyffhäuserkreis. Sie gehört zur Kirchengemeinde Gorsleben im Evangelischen Kirchkreis Eisleben-Sömmerda der Evangelischen Kirche in Mitteldeutschland.

## Geschichte und Architektur
Das ursprünglich als Klosterkirche dienende Gotteshaus befindet sich inmitten des alten Friedhofs.
Die stattliche spätgotische Kirche ist in Bruchsteinmauerwerk mit Werksteingliederungen erbaut. Der eingezogene Chor ist mit Fünfachtelschluss und mit einem Kreuzrippengewölbe abgeschlossen und wurde nach dendrochronologischer Datierung 1496/1497 (d) errichtet. Das Kirchenschiff mit Flachdecke ist durch den spitzbogigen Triumphbogen mit dem Chor verbunden. Das Schiff ist ohne Strebepfeiler erbaut und schließt sich im Westen an den mehrgeschossigen Turmaufbau mit Spitzhelm und Wetterfahne an, der 1518 datiert ist. Das Kirchenportal wurde 1569 hinzugefügt.
Im Innern ist das Schiff durch eine Flachdecke abgeschlossen. Eine dreiseitige Empore und eine verglaste Herrschaftsloge an der Nordseite mit alttestamentarischen Darstellungen an der Brüstung umgeben das Schiff. Eine kielbogige Sakramentsnische mit teilweise erhaltener Bekrönung ist im Chor zu sehen.

## Ausstattung
Ein spätgotisches Altarretabel stammt aus dem letzten Viertel des 15. Jahrhunderts. Im Schrein ist die Kreuzabnahme in einem Raum zu sehen, der durch Rippengewölbe und Maßwerkfenster als Kirchenraum gekennzeichnet ist. Diese Darstellung ist von je zwei Heiligen im Schrein und je drei Heiligen auf den Flügeln flankiert.
Die reichgeschnitzte Kanzel vom Ende des 17. Jahrhunderts wird von einer Engelsfigur getragen. An der Brüstung sind mit gedrehten Weinlaubsäulen gerahmte, allegorische Darstellungen aus der Bibel in Relief zu sehen, auf dem Schalldeckel der auferstandene Christus.
Der Taufstein mit geriefelter Kuppa ist ein Werk aus dem Jahr 1564.  Ein hölzernes Wappenepitaph mit militärischen Emblemen ist 1687 entstanden, ein ganzfiguriges Lutherbildnis mit Schwan im 17. Jahrhundert.
Die Orgel ist ein Werk von Johann Friedrich Hartung aus dem Jahr 1784 mit 18 Registern auf zwei Manualen und Pedal, das 1880 durch Friedrich Meißner umgebaut wurde.

## Umgebung
Über dem Eingangstor zum Friedhof aus dem Jahr 1568 ist der „Tod von Gorsleben“ als Gerippe in Stein mit einem Spitzgiebel darüber dargestellt, die Sense ist gleichzeitig der Schattenstab der Sonnenuhr.